# Rhopalopsole malayana
Rhopalopsole malayana is een steenvlieg uit de familie naaldsteenvliegen (Leuctridae). De wetenschappelijke naam van de soort is voor het eerst geldig gepubliceerd in 1920 door Banks.